# Ichthyodes xanthosticta
Ichthyodes xanthosticta är en skalbaggsart som först beskrevs av Raffaello Gestro 1876.  Ichthyodes xanthosticta ingår i släktet Ichthyodes och familjen långhorningar. Inga underarter finns listade i Catalogue of Life.